# Pedro Tamayo Rosas
Pedro Tamayo Rosas (Tierra Blanca, 8 de diciembre de 1973-20 de julio de 2016) fue un periodista mexicano del  Estado de Veracruz. Fue asesinado a tiros en su domicilio a pesar de estar bajo protección estatal tras haber recibido amenazas de muerte. Tenía 43 años de edad. Bajo el seudónimo de En la línea del fuego documentaba los casos de violencia registrados en Tierra Blanca, territorio amenazado por el cártel de los Zetas. Trabajó en diarios locales de Veracruz, como El Piñero de la cuenca, Al calor político, Mi Revista Veracruz o El Cañero de la cuenca. También trabajaba como empleado de gobierno del Estado en el área de Planeación y Estrategia de la Secretaría de Seguridad Pública de Veracruz.

## Trayectoria
En junio de 2014 Tamayo cubrió durante días el hallazgo de varias fosas clandestinas, de las que se exhumaron 35 cadáveres que presuntamente habían sido asesinados por el sanguinario cártel de Los Zetas en el municipio de Tres Valles.

### Amenazas en enero de 2016
El 25 de enero de 2016 fue reportado como desaparecido y encontrado al día siguiente en el municipio de Acatlán de Pérez Figueroa Oaxaca.
Según información de algunos medios había huido de Tierra Blanca al ser vinculado con los presuntos asesinos de los cinco jóvenes de Playa Vicente que fueron desaparecidos por policías estatales y asesinados posteriormente. Tamayo se habría refugiado en Acatlán de Pérez Figueroa tras la detención de Francisco Navarrete Serna presunto operador del Cártel Jalisco Nueva Generación en Veracruz.
Según la información difundida en El Piñero de la Cuenca, el también empleado de la Secretaría de Seguridad Pública de Veracruz, fue encontrado por elementos de la Fuerza Civil y custodiado por la Policía Ministerial para su seguridad. “Me lo traigo para Veracruz y aquí le vamos a dar protección, tiene miedo de que alguien quiera atentar contra su vida”, expuso el fiscal vía telefónica.

### Asesinado en julio de 2016
La última información que reportó fue la desaparición de un policía municipal. «El quehacer reporteril de Pedro en Tierra Blanca era complicado, pues en muchas ocasiones había sido intimidado por las fuerzas del poder oficial. Y es que sus publicaciones —la mayoría de violencia— incomodaban» señaló El Piñero de la cuenca.
Tras las amenazas quedó bajo los auspicios de la Comisión Estatal de Protección a Periodistas (CEAPP) y fue trasladado a Tijuana pero regresó a Veracruz por voluntad propia según medios de comunicación.
En la noche de su muerte, Tamayo, según medios locales, estaba en la puerta de su casa, atendiendo un puesto de comida (hamburguesas y hot dogs) con su familia. Una patrulla de la policía acababa de hacer la ronda, cuando llegaron los asesinos quienes bajaron del automóvil, ordenaron hamburguesas y en ese momento le dispararon recibiendo Tamayo uno de los disparos. En el lugar del crimen, quedaron ocho casquillos de nueve milímetros. Agonizante en los brazos de su esposa, le recomendó a sus hijos y su nieto de meses de nacido. A pesar del artero crimen, los sicarios se fueron en el automóvil a vuelta de rueda. Uno de los hijos de Tamayo, avisó a una patrulla de la policía que estaba cercana a la casa del periodista para la detención de estos individuos pero, según declaraciones posteriores de la familia, estos no actuaron. Tamayo fue velado en su casa en donde acudieron familiares, amigos, compañeros de trabajo. Era una persona muy conocida y estimada en Tierra Blanca.
Es el informador número 17 asesinado en el estado de Veracruz desde que en 2010 el gobernador Javier Duarte de Ochoa asumió el poder.